# 보드빌

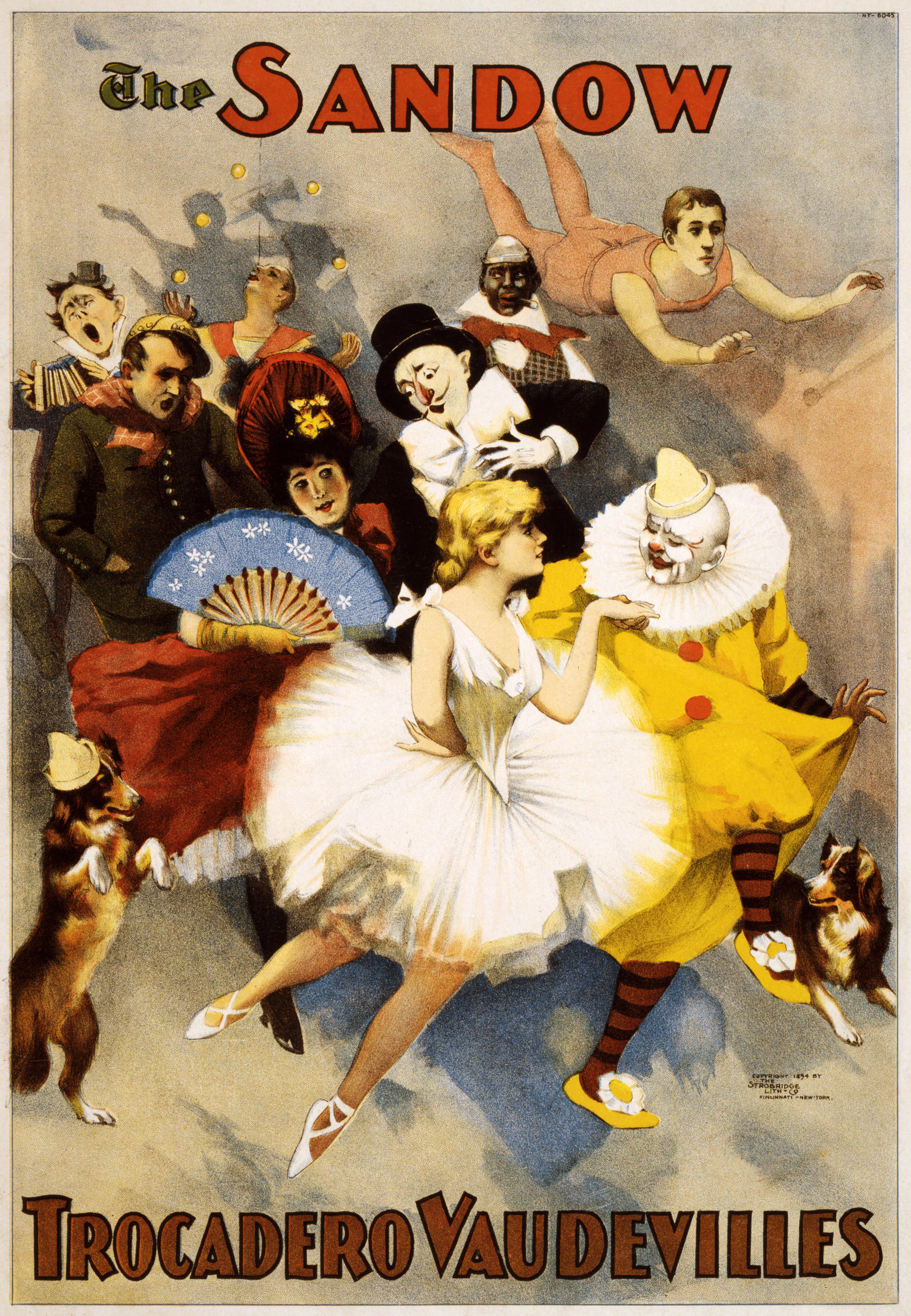
댄서, 광대, 공중곡예사, 의상을 입은 개, 가수, 의상을 입은 배우를 보여주는 샌도우 트로카데로 보드빌(Sandow Trocadero Vaudevilles, 1894)의 홍보 포스터

보드빌(Vaudeville)은 19세기 중반 프랑스에서 시작된 다양한 오락 장르의 연극이다. 보드빌은 원래 심리적 또는 도덕적 의도 없이 희극적인 상황을 바탕으로 한 희극으로, 극적 구성이나 가벼운 시에 노래와 춤을 곁들인 형식이었다. 보드빌은 1880년대 초부터 1930년대 초까지 미국과 캐나다에서 인기를 끌면서 시간이 흐르면서 변화했다.
어떤 면에서는 빅토리아 시대 영국의 뮤직홀과 유사하지만, 북미의 전형적인 보드빌 공연은 서로 관련성이 없는 여러 개의 개별적인 공연이 하나의 공연장에 모이는 방식으로 구성되었다. 공연 유형에는 대중음악가, 클래식 음악가, 가수, 무용수, 코미디언, 훈련된 동물, 마술사, 복화술사, 힘센 남자, 남녀 성대모사, 곡예사, 광대, 삽화가, 저글러, 단막극이나 연극 장면, 운동선수, 유명 인사의 강연, 음유시인, 영화 등이 포함되었다. 보드빌 공연자는 종종 "보드빌리안"이라고 불린다.
보드빌은 콘서트 살롱, 민스트럴시, 괴물 쇼, 다임 박물관, 그리고 미국 문학의 벌레스크 등 다양한 분야에서 발전했다. "미국 쇼 비즈니스의 심장"이라고 불리는 보드빌은 수십 년 동안 북미에서 가장 인기 있는 엔터테인먼트 유형 중 하나였다.

## 같이 보기
- 블랙페이스
- 보르시 벨트
- 카바레
- 뮤직홀
- 약팔이
- 민스트럴 쇼
- 나이트클럽
- 버라이어티 쇼